# Robert Emmet
Robert Emmet, né le 4 mars 1778, mort exécuté le 20 septembre 1803, est un chef nationaliste irlandais. Il a dirigé une révolte avortée contre le gouvernement britannique en 1803, a été capturé, jugé et exécuté.

## Jeunesse
Emmet est né en Irlande, près de Clonakilty à l'ouest de Cork, en 1778. Son père sert comme sergent du Lord Lieutenant d'Irlande et des membres de la famille royale britannique lors de leurs visites en Irlande, mais, en dépit de la position privilégiée des Emmet dans la société irlandaise, comme nombre de ses contemporains, il est attiré par les idées politiques révolutionnaires favorables à une République d'Irlande.
Il étudie au Trinity College de Dublin. Il adhère à une société de débats, la société historique. Par la suite, il adhérera à une société patriotique, la Société des Irlandais unis, qui, à l'origine, faisait campagne en faveur d'une réforme parlementaire et de la fin des discriminations religieuses à l'encontre des catholiques (bien qu'Emmet et nombre d'Irlandais unis soient protestants). Il va d'ailleurs créer une antenne de cette société au sein de l'université. Cela a conduit à son expulsion de Trinity College en avril 1798. L'émeute ratée de 1798 entraîne la désorganisation de cette société. Cependant, quand les Irlandais unis sont pourchassés après la déclaration de guerre du Royaume-Uni à la France révolutionnaire en 1793, l'organisation est contrainte d'entrer en clandestinité et se bat désormais pour l'indépendance de l'Irlande, préparant une insurrection avec l'aide de la France. Le frère de Robert Emmet, Thomas Addis Emmet, l'un des membres les plus anciens des Irlandais unis, part en exil en France, pour échapper à la répression du gouvernement. La révolte irlandaise de 1798 est brisée ; Emmet et d'autres partent en exil en France, rejoignant les groupes de réfugiés révolutionnaires à Paris. 
En 1802, durant une brève accalmie des guerres napoléoniennes, Emmet participe à une délégation irlandaise afin de demander le soutien de Napoléon, mais celui-ci refuse.

## La rébellion de 1803
Quand la guerre reprend en Europe en mai 1803, Emmet rentre en Irlande et, avec d'autres révolutionnaires, comme Thomas Russell (en) et James Hope (en), organise une nouvelle révolte. Emmet commence par rassembler des armes et des explosifs en divers points de Dublin. Au contraire de la révolte irlandaise de 1798, les préparatifs du soulèvement parviennent à demeurer secrets, mais l'explosion prématurée de l'un des dépôts d'armes d'Emmet tue un homme et contraint Emmet à avancer la date de l'insurrection avant que les soupçons des autorités ne soient éveillés.

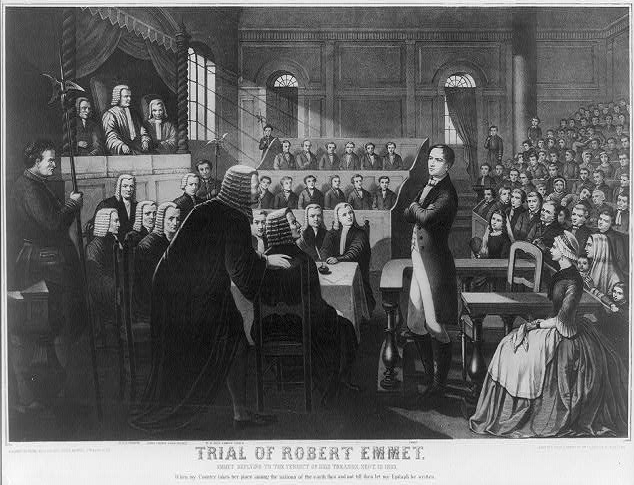
Procès pour haute trahison, 19 septembre 1803.

Emmet ne peut compter sur l'aide des rebelles de Michael Dwyer ni des nombreux rebelles du Kildare, qui doivent retourner chez eux, devant le manque d'armes à feu, par rapport à ce qui avait été promis. Cependant, le soulèvement éclate à Dublin dans la soirée du 23 juillet 1803. Après une vaine tentative pour s'emparer du château de Dublin, l'insurrection sombre dans la confusion et dégénère en émeute générale. Le Lord Juge en chef d'Irlande, Lord Kilwarden, procureur général de William Orr en 1797, est traîné hors de son carrosse et lynché. Emmet voit personnellement un dragon jeté à bas de son cheval et tué, spectacle qui l'amène à mettre fin à l'insurrection, pour éviter un plus grand carnage.

## Le sort d'Emmet
Emmet s'enfuit pour se cacher, mais il est capturé le 25 août, près d'Harold's Cross. Il a mis en danger sa vie en quittant sa cachette de Rathfarnam pour rejoindre Harold's Cross, afin de se rapprocher de la femme qu'il aime, Sarah Curran. Il est jugé pour haute trahison le 19 septembre et donc condamné à être hanged, drawn and quartered ; la partie civile parvient à le faire condamner en achetant secrètement son défenseur, l'avocat Leonard Macnally, pour 200 livres et une pension. Le 20 septembre, à Dublin, sur Thomas Street, en présence d'une foule hostile à la Couronne, Emmet est exécuté par pendaison jusqu'à ce que mort s'ensuive puis son corps est décapité et sa tête exhibée. Ses restes ont été inhumés dans le secret. 
Après la sentence, Emmet a prononcé un discours, le « discours du dock », qui est demeuré dans les mémoires pour ses dernières phrases et a assuré sa renommée posthume dans le panthéon des martyrs du républicanisme irlandais.

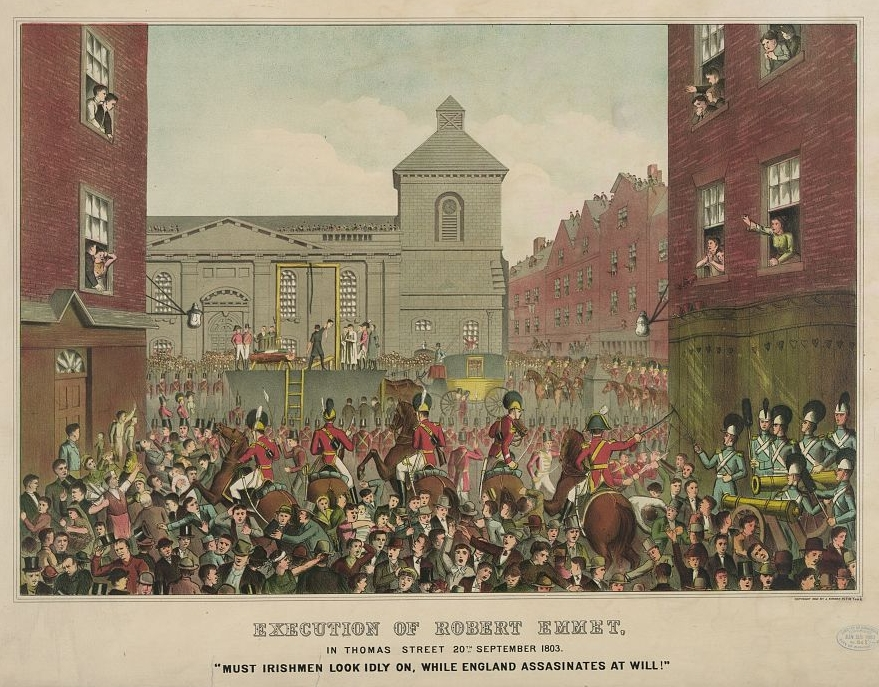
Exécution de Robert Emmet, 20 septembre 1803 sur Thomas Street (Dublin), lithographie en couleurs (1878).

Le lieu où il repose est demeuré un mystère. On suppose qu'il a été inhumé secrètement dans un caveau d'une église irlandaise de Dublin. Quand le caveau a été inspecté dans les années 1950, un cadavre sans tête, que l'on n'a pas pu identifier mais qui pourrait être celui d'Emmet, a été trouvé. Dans les années 1980, l'église a été transformée en boîte de nuit et tous les cercueils ont été sortis des caveaux. Ce qui fait que l'identité du corps mystérieux est demeurée inconnue.

## Postérité
Bien que la révolte d'Emmet ait été un échec complet, il est devenu une figure héroïque de l'histoire irlandaise. Son dernier discours est entré dans l'histoire et demeure notamment dans la mémoire des nationalistes irlandais. La gardienne de la maison d'Emmet, Anne Devlin, est également demeurée dans l'histoire irlandaise pour avoir enduré la torture sans rien révéler aux autorités.
Robert Emmet a écrit une lettre, de sa cellule de la prison de Kilmainham, à Dublin, le 8 septembre 1803. Elle était adressée à « Miss Sarah Curran, le Prieuré, Rathfarnham » et a été remise au gardien de prison George Dunn, qui devait la lui remettre. Dunn l'a trahi et a donné la lettre aux autorités. Cette lettre d'Emmet à Sarah, détournée, et la mort de Sarah Curran ont assuré à Emmet une aura de personnage romantique qui correspond aux goûts sentimentaux de l'époque victorienne. Cette histoire a servi de sujet à plusieurs mélodrames au cours du XIXe siècle, le plus célèbre étant la pièce Robert Emmett de Dion Boucicault (1884), qui comporte nombre d'erreurs : Emmet et Sarah sont dépeints comme catholiques, John Philpot Curran est décrit comme un Unioniste et Emmet est fusillé par un peloton d'exécution.

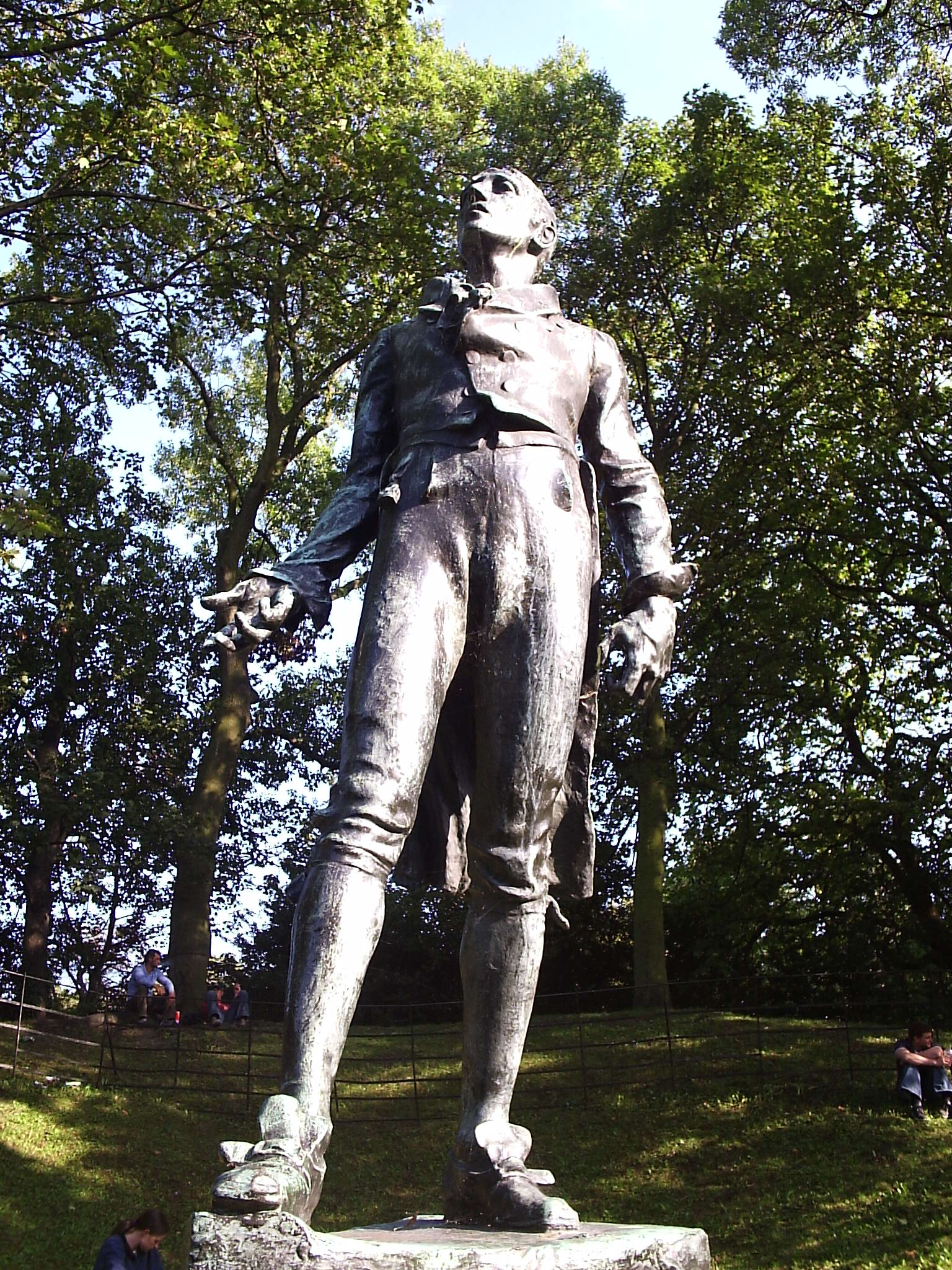
Statue à Dublin.

Thomas Moore, ami de Robert Emmet à Trinity college, a défendu sa cause en écrivant des ballades très populaires sur lui et Sarah Curran, notamment : Lettre de Robert Emmet à Sarah Curran.
"Oh breathe not his name! let it sleep in the shade,
Where cold and unhonoured his relics are laid!"
et
"She is far from the land where her young lover sleeps
And lovers around her are sighing."
L'une de ses poésies, sur la mort de Robert Emmet, a été mise en musique par le grand mélodiste français Henri Duparc, en 1885 (Elégie).
Washington Irving, l'un des plus grands écrivains des débuts de l'histoire littéraire américaine, a consacré une histoire (Le Cœur brisé), dans Le Livre de croquis de Geoffrey Crayon, gentleman, à la romance entre Emmet et Sarah Curran, la citant un exemple où un cœur brisé peut être fatal.
Le frère aîné de Robert Emmet, Thomas Addis Emmet, a émigré aux États-Unis peu après l'exécution de Robert et a été procureur général de l'État de New York. Ses arrière-petites-nièces sont les portraitistes américaines Lydia Field Emmet, Rosina Sherwood Emmet, Jane Emmet de Glehn et Ellen Emmet Rand. L'arrière-petit-neveu de Robert Emmet est un dramaturge américain, Robert Emmet Sherwood. La fille de sa sœur Anna, Elizabeth Emmet Lenox-Conyngham, est poétesse et traductrice.
Plusieurs lieux ont été baptisés du nom d'Emmet, notamment Emmetsburg, dans l'Iowa. Il y a une statue d'Emmet devant un bâtiment de l'Académie des sciences, au Golden Gate Park, à San Francisco.

## Bibliographie

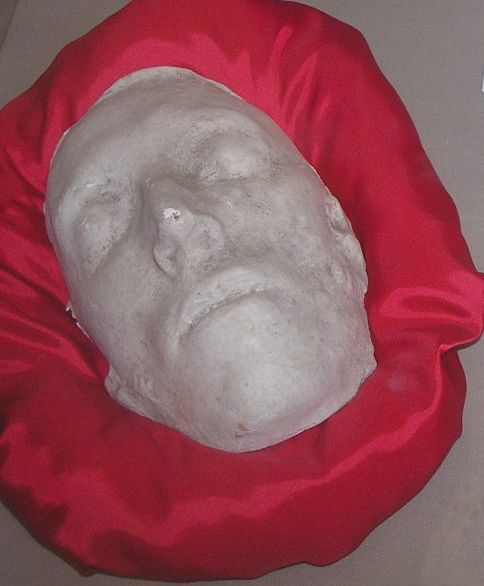
Masque mortuaire de Robert Emmet à la prison de Kilmainham.